# 김문희 (법조인)
김문희(金汶熙, 1937년 ~ )는 초대 헌법재판소 재판관이자, 헌법재판소 재판관직을 2번 역임한 대한민국의 법조인이다.

## 생애
1937년 울주에서 태어나 서울대학교 법과대학을 졸업하고 제10회 고등고시 사법과에 합격하여 판사로 임관하였다. 판사로 재직하며 법원행정처 법정국장, 서울고등법원 부장판사, 법원행정처 사법제도개선심의위원 등의 직책을 역임하였다.
1981년 법원에서 퇴직 후 변호사로 활동하던 중, 1988년 제6공화국 정부에 들어 이일규 대법원장의 지명을 거쳐 노태우 대통령에 의해 초대 헌법재판소 재판관으로 임명되었다. 그는 헌법재판소 재판관으로서의 첫 임기만료에 즈음하여 언론으로부터 보수성향의 수재라는 평가를 받았고, 당시 여당인 민주자유당의 추천으로 국회에서 재판관 후보자로 선출되어 김영삼 대통령에 의해 헌법재판소 재판관직에 다시 임명되었다.:380~382 1999년 헌법재판소 재판관으로 재임 중 헌법재판 실무와 공법학계의 가교역할을 하는 것으로 알려진 헌법실무연구회를 창설하고 초대 회장을 맡았다.
퇴임 후에는 2004년 신행정수도법 위헌 확인 결정 사건에서 청구인의 대리인으로 참여하거나, 2016년 한글전용을 규정한 국어기본법이 위헌임을 다툰 사건에서 청구인 측 대리인으로 참여하여 공개변론을 맡은 것으로 알려져 있다. 2004년에 참여한 신행정수도법 위헌 확인 결정 사건에서는 위헌이 선고되었으나, 2016년 한글전용 국어기본법 사건에서는 합헌이 선고되었다.

## 성향
보통 김문희는 사법소극주의적 판결 성향을 가진 재판관으로서 입법부나 행정부의 의사 또는 결정을 존중하고, 적극적으로 견제하지 않았다고 여겨진다.
비율로 표현하자면, 김문희가 관여한 결정 368건 중 사법소극주의적인 판결은 301건(81.79%)이였고, 사법적극주의적인 판결은 67건(18.21%)이였다.